# Odontomyia immiscens
Odontomyia immiscens är en tvåvingeart som först beskrevs av Walker 1859.  Odontomyia immiscens ingår i släktet Odontomyia och familjen vapenflugor. Inga underarter finns listade i Catalogue of Life.